# Fernando Schwartz Girón
Fernando Schwartz Girón (Ginebra, 15 de novembre de 1937) és un diplomàtic, presentador de televisió i escriptor espanyol. És fill de Juan Schwartz Díaz-Flores i germà de l'economista liberal Pedro Schwartz Girón.

## Biografia

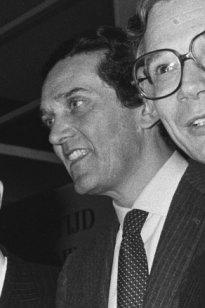
Fernando Schwartz —llavors ambaixador als Països Baixos— a Amsterdam el 7 de gener de 1986 celebrant la entrada d'Espanya i Portugal en la Comunitat Econòmica Europea.

Com diplomàtic i fill de diplomàtics va viure a diversos països durant 25 anys. Va ser ambaixador d'Espanya a Kuwait i als Països Baixos i portaveu del govern per a afers exteriors fins a retirar-se el 1988.
Va treballar més tard per al grup PRISA sent conseller editorial d'El País, portaveu del grup i director de comunicació. Ha estat professor d'Opinió a l'Escola de Periodisme El País-Universitat Autònoma de Madrid i copresentador, al costat de Máximo Pradera i Ana García-Siñeriz, del programa Lo + Plus de Canal + entre 1995 i 2004. En 2006 va presentar el programa Schwartz & Co en la televisió autonòmica balear, IB3. Resideix entre Madrid i Mallorca amb la seva família.
Com a escriptor, el 1996 va guanyar el Premi Planeta, del que en fou finalista el 1982. En 2006 també va guanyar el Premi Primavera de Novel·la.

## Obres
- La internacionalización de la guerra civil española, 1971
- La conspiración del Golfo, 1982. Finalista del Premi Planeta
- La venganza, 1988
- La Reina de Serbia, 1993
- El desencuentro, 1996. Premi Planeta
- El engaño de Beth Loring, 2000
- Educación y descanso. Las anécdotas de la diplomacia, 2000
- Cambio dos de veinticinco por una de cincuenta, 2002
- Vichy 1940, 2006 Premi Primavera de Novel·la
- El cuenco de laca, 2008
- El príncipe de los oasis, 2009
- Viví años de tormenta, 2012
- Héroes de días atrás, 2016
- Que vaya Meneses 2019

## Premis
- Finalista al Premi Planeta 1982 amb La conspiración del Golfo
- Premi Planeta 1996 per El desencuentro
- Premi Primavera de Novel·la 2006 per Vichy 1940'